# Datapoint 2200
Datapoint 2200 bio je masovno proizvedeno osobno računalo kojeg je dizajnirali Phil Ray and Gus Roche koji su bili osnivači tvrtke Computer Terminal Corporation (CTC). Tvrtka CTC navajila je Datapoint 2200 u lipnju 1970. godine da će prve jedinice biti u prodaji 1971. godine. Tvrtka CTC prvoj je najavila da će Datapoint 2200 biti svestran terminal za spajanje s velikim računarskim sustavima raznih proizvođača. Tu svestranost omogućavao je emuliranje raznih vrsta terminala tako što bi se u memoriju Datapointa 2200 učitavao program za emuliranje preko kasete. Ovim je Datapoint 2200 postao terminal koji se mogao svestrano prebaciti s jednog računarskog sustava na drugi, bez potrebe da se kupuju zasebni terminali za spajanje s nekim računarskim sustavom što je bio slučaj s CTC-ovim ranijim proizvodom Datapoint 3300. Referent CTC-a Dave Gust shvatio je da Datapoint 2200 može prodati kao zasebni samostalni računarski sustav za tvrtku Pillsbury Foods koja je imala potrebu za malim računarskim sustavom u svojim pogonima. Industrijski dizajner John "Jack" Frassanito koji je napravio dizaj kućišta za Datapoint 2200 imao je namjeru da sustav radi kao osobno računalo ali svoje namjere je držao za sebe jer nije želio izazvati zabrinutost kod investitora. Činjenica je da je Datapointov terminal i skup naredbi je postala osnovica za razvoj mikroprocesora Intel 8008 koji je kasnije postala osnovica mikroprocesora Intel 8080. Inače Intel 8080 koji je preteča svih računala na osonvi mikroobradničke arhitekture x86 i osnova IBM PC osobnih računala i njihovih potomaka.